# Atlantski kreolski jezici temeljeni na engleskom
Atlantski kreolski jezici temeljeni na engleskom (), velika skupina kreolskih jezika temeljenih na engleskom koji se govore na području obiju Amerika i Afrike. Postoje (23) predstavnika:
a. Istočni (12):
a1. Sjeverni (3): Afroseminolski kreolski [afs] (SAD); Bahamski kreolski engleski [bah] (Bahami); gullah [gul] (United States)
a2. Južni (8): Kokoy kreolski engleski [aig] (Antigva i Barbuda); bajan [bjs] (Barbados); grenadski kreolski engleski [gcl] (Grenada); Gvajanski kreolski [gyn] (Gvajana); tobagoški kreolski engleski [tgh] (Trinidad i Tobago); trinidadski kreolski engleski [trf] (Trinidad i Tobago); vincentski kreolski engleski [svc] (Sveti Vincent i Grenadini); djevičanskootočni kreolski engleski [vic] (Američki Djevičanski otoci)
Turks i caicos kreolski engleski [tch] (Turks i Caicos)
b. Krio (4): Fernando Po kreolski engleski [fpe] (Equatorial Guinea); krio [kri] (Sijera Leone); kamerunski pidžin [wes] (Kamerun); nigerijski pidžin [pcm] (Nigerija)
c. Surinamski (3):
c1. Ndyuka (2): aukan [djk] (Surinam); kwinti [kww] (Surinam)
Sranan [srn] (Surinam)
d. Zapadni (4): Belizejski kriol engleski [bzj] (Belize); bende [icr] (Kolumbija); Jamajčanski kreolski engleski [jam] (Jamaica); Nikaragvanski kreolski engleski [bzk] (Nikaragva)

## Vanjske poveznice
- Ethnologue (14th)
- Ethnologue (15th)

Ethnologue (16th)